# Паметник на Гоце Делчев (Струмица)
Паметникът „Гоце Делчев“ (на македонска литературна норма: Споменик „Гоце Делчев“) се намира в град Струмица, Северна Македония. Разположен е на едноименния градски площад. Паметникът е построен през 1976 година.
Основната част от паметника е статуята на Гоце Делчев, на когото е посветен паметникът. Постаментът, върху който е статуята на Делчев, съдържа 16 фигури на революционери отляво и отдясно, а отпред надпис на македонска литературна норма:
| „           | Јас го разбирам светот како поле за културен натпревар меѓу народите | “ |
| Гоце Делчев |                                                                      |   |

Площадът е реконструиран през 2010 година, като паметникът също е частично променен.

## Галерия
- Статуята на Гоце Делчев в силует (2008 – преди реконструкцията) – отзад се веят знамената на европейските държави
- Статуята на Гоце Делчев по залез, гледана отзад
- Статуята на Гоце Делчев (2011 – след реконструкцията)
- Част от фигурите на революционери